# Pórszombat
Pórszombat ist eine ungarische Gemeinde im Kreis Lenti im Komitat Zala.

## Geografische Lage
Pórszombat liegt gut zehn Kilometer nördlich der Stadt Lenti. Nachbargemeinden sind Kálócfa, Pusztaapáti, Szilvágy und Zalabaksa.

## Sehenswürdigkeiten
- Römisch-katholische Kirche Jézus Szíve, erbaut 2002

## Verkehr
Durch Pórszombat verläuft die Landstraße Nr. 7405, westlich des Ortes die Hauptstraße Nr. 86. Die nächstgelegenen Bahnhöfe befinden sich südlich in Rédics und nördlich in Zalalövő.